# Josefina Guerrero
Josefina Guerrero (* 5. August 1917 in der Provinz Quezon; † 18. Juni 1996 in Washington, D.C.) war eine philippinische Spionin während des Zweiten Weltkrieges.

## Leben vor dem Krieg
Sie wurde als Josefina Veluya geboren und verlor früh ihre Eltern. In ihrer Kindheit litt sie auch an Tuberkulose. Sie heiratete 1934 den Medizinstudenten Renato Maria Guerrero. Aus der Ehe ging die Tochter Cynthia hervor. 1939 wurde bei Josefina Guerrero Lepra diagnostiziert. Die Familie hielt die Erkrankung zunächst geheim, damit sie nicht in eine Leprastation ziehen musste. Ihr wurde schließlich ihre Tochter weggenommen und ihr Mann verließ sie.

## Pazifikkrieg
Nachdem Streitkräfte des Japanischen Kaiserreiches nach der Schlacht um die Philippinen 1942 die Philippinen besetzt hatten, schloss sich Josefina Guerrero dem philippinischen Widerstand an. Während der Großteil der Widerstandsbewegung in abgelegenen Gebieten tätig war, war sie im Großraum Manila aktiv unter einer starken Kempeitai-Präsenz.
Guerrero litt an Lepra und war eine unverdächtige und effektive Überwachungsagentin für die Alliierten. Sie vermittelte Nachrichten, berichtete über japanische Truppenbewegungen, fertigte Karten von japanischen Stellungen um die Bucht von Manila an und schmuggelte Sprengstoff für Sabotageakte der philippinischen Guerilla. Die US-Streitkräfte stützten sich bei der Schlacht um Manila auf von Guerrero gefertigte Karten von japanischen Verteidigungsstellungen.
Nachdem amerikanische Truppen am 9. Januar 1945 im Golf von Lingayen gelandet waren und sich nun auf Manila zu bewegten, durchquerte sie zu Fuß und per Boot die Frontlinien und traf in Calumpit auf die 37th Infantry Division. Sie informierte die Divisionsführung über neuverlegte japanische Minenfelder auf der Marschroute nach Manila.

## Nach dem Krieg
Nach Kriegsende wurde Guerrero in einer überfüllten Leprastation nördlichen von Manila interniert, bis ein Brief von ihr den Kaplan des National Leprosarium of the United States in Carville (Louisiana) erreichte.
Im Jahr 1948 schrieb sie Geschichte, als sie als erste an Lepra erkrankte Ausländerin ein US-Visum erhielt. Ihre Aufnahme in das Carville Leprosarium war mit erheblicher Medienaufmerksamkeit verbunden. Im selben Jahr erhielt sie die Medal of Freedom mit silberner Palme. Nach neun Jahren Behandlung in Carville wurde sie 1957 als geheilt entlassen. In der Zeit konnte sie 1953 einen amerikanischen High-School-Abschluss erlangen und wurde 1956 von ihrem Ehemann, den sie seit Jahren nicht gesehen hatte, geschieden und heiratete kurz darauf Alec Lau, einen Mitpatienten im Leprosarium. Die Behörden versuchten, sie in ihr Heimatland abzuschieben, doch Unterstützer, Militärangehörige und die Presse traten öffentlich für sie ein, so dass Guerrero 1967 eingebürgert wurde. Sie arbeitete in verschiedenen Positionen. Ab 1977 lebte sie unter dem Namen Joey Leaumax in Washington, D.C. und war als Sekretärin für das Peace Corps und ehrenamtlich im Kennedy Center tätig.